# 정혜선
정혜선(鄭惠先, 1942년 2월 21일 ~ )은 대한민국의 배우이다.

## 생애
어릴 적부터 예능에 관심이 많았던 그녀는 방송반에서 아나운서 활동을 하면서 평범한 학창시절을 보냈다. 수도여자고등학교를 졸업하고 성우 생활을 하던 중, 어머니가 작명소에서 지어오신 혜선(惠先)이라는 예명과 함께 1961년 KBS 공채 1기로 연기 생활을 시작하였고 민중극단 단원으로도 활동하였다.
이지적인 눈매와 오똑한 콧날, 빈틈없이 정확한 발성과 싸늘한 분위기로, 일찍이 개성 있는 역할을 연기하였다. 대중들에게 얼굴이 알려지기 시작한 것은 1967년 KBS 시리즈물 '실화극장'의 구월서방 역을 통해서이다. 두꺼운 선글라스와 도도한 표정의 암흑가의 여두목, 첩보원을 연기한 것이 대중에게 각인되어 한동안 별명이 '암흑가의 여두목'으로 불리기도 했다.
그 후, 1972년 MBC로 자리를 옮긴 후에는 주로 나이든 역할을 맡았다. TV 초창기 당시엔 배우들이 많지 않아서 초기 탤런트들이 모든 나이 대의 역할을 해야 했는데, 31세의 나이에 MBC 《새엄마》에서 동갑인 전양자의 엄한 시어머니 역을 시작으로 노역 전문 배우로 자리 잡았다. 1974~75년에 방영된 MBC 일일연속극 《갈대》에서도 KBS 공채 1기 동기인 김혜자가 연기한 주인공 강자영을 학대하는 시어머니 역할을 맡았는데, 이 드라마에서의 호연으로 75년 한국연극영화예술상 시상식에서 TV부문 여자연기상을, 그해 문화방송-경향신문 창사기념 유공연기자 시상식에서 MBC배 탤런트 부문 여자 최우수 연기상을 수상했다. 1977년 설문조사에서는 황정순에 이어 할머니 역을 잘하는 연예인 2위에 선정되었고 1978년에는 1위를 차지하였다.
1983년에는 MBC 《간난이》에서 어린 손주들을 데리고 힘든 세상을 헤쳐나가는 70대 꼽추 할머니 역할을 완벽히 소화하여 그 해 각종 상을 수상하는 영광을 안았다. 1992년 MBC 《아들과 딸》에서 아들만 편애하고 딸은 모질게 구박하는 어머니 역을 맡았는데, 드라마의 폭발적인 인기로 인해 주위의 따가운 눈총과 더불어 대중들로부터 많은 비난을 받아 '스트레스가 많이 쌓여 앞으로는 악역을 맡지 않겠다'고 선언하기도 했다.
2000년대 들어서는 전형적인 한국 어머니 상을 연기하면서 이미지가 바뀌었고, 2005년에는 중국 북경현대음악예술대학교 명예교수로 위촉 되어 후배들을 양성하기도 하였다. 여간첩, 혹독한 시어머니, 인자 한 어머니 등 연기 스펙트럼이 넓은 것을 토대로 연기 생활 50년이 넘는 지금까지도 활발하게 활동하고 있는 여배우다.

## 학력
- 수도여자고등학교

## 출연작

### 드라마
- 1961년 KBS 4.19특집극 《그날이 오면》 - 데뷔작
- 1968년 KBS 실화극장 《제3지대》
- 1969년 KBS 금요연속극 《욕망의 계절》 ... 일남 어머니 역
- 1970년 KBS 일일연속극 《사랑과 미움의 계절》 ... 박사장 역
- 1970년 KBS 금요연속극 《꽃집아줌마》 ...  고 여사 역
- 1972년 KBS 고전시리즈 《흥부전》 ...  놀부 마누라 역
- 1972년 MBC 일일연속극 《새엄마》 ... 시어머니 역
- 1974년 MBC 일일연속극 《복녀》
- 1974년 MBC 일일연속극 《민여사》 ... 민 여사 역
- 1974년 MBC 일일연속극 《갈대》
- 1974년 MBC 화요연속극 《얼굴》
- 1975년 MBC 일일연속극 《효자문》
- 1976년 MBC 어린이연속극 《철이의 모험》
- 1976년 MBC 일일연속극 《들장미》 ... 박 여사 역
- 1978년 MBC 주말연속극 《도련님》
- 1978년 MBC 일일연속극 《정부인》
- 1978년 MBC 주말연속극 《청춘의 덫》
- 1978년 MBC 일일연속극 《행복을 팝니다》
- 1979년 MBC 6.25특집극 《최후의 증인》
- 1979년 MBC 반공드라마 《113 수사본부》〈남과 북의 두 아들〉
- 1980년 MBC 주간연속극 《딸》
- 1981년 MBC 정치드라마 《제1공화국》 ... 임영신 역
- 1981년 MBC 주말연속극 《성난 눈동자》
- 1981년 MBC 주말연속극 《야상곡》
- 1981년 MBC 일일연속극 《새아씨》
- 1981년 MBC 대하드라마 《교동마님》
- 1982년 MBC 주말연속극 《못 잊어》
- 1982년 MBC 주간연속극 《친구야 친구》
- 1983년 MBC 일일연속극 《다녀왔읍니다》
- 1983년 MBC 일일연속극 《간난이》 ... 할머니 역
- 1984년 MBC 특별기획드라마 《조선왕조 오백년 - 설중매》 ... 정희왕후 역
- 1984년 MBC 일일연속극 《그리워》
- 1984년 MBC 일일연속극 《물보라》
- 1985년 MBC 주말연속극 《아무렴 그렇지, 그렇고 말고》
- 1985년 MBC 주간드라마 《엄마의 방》
- 1986년 MBC 농촌드라마 《전원일기》 ... 귀염 역
- 1986년 MBC 주말연속극 《풀잎마다 이슬》 ... 인철 모 역
- 1987년 MBC 주말연속극 《사랑과 야망》 ... 혜영 역
- 1987년 MBC 월화미니시리즈 《퇴역전선》
- 1987년 MBC 6.25특집극 《천둥소리》
- 1988년 MBC 특별기획드라마 《조선왕조 오백년 - 인현왕후》 ... 장렬왕후 역
- 1988년 MBC 베스트셀러극장 - 《커피와 할머니》 ... 할머니 역
- 1988년 MBC 월화미니시리즈 《도시의 흉년》 ... 김복실 역
- 1989년 MBC 미니시리즈 《철새》
- 1989년 MBC 주말연속극 《행복한 여자》 ... 재섭 모 역
- 1989년 KBS1 대하드라마 《천명》
- 1990년 MBC 월화미니시리즈 《마당 깊은 집》
- 1990년 MBC 주말연속극 《배반의 장미》 ... 성혁 모, 한 여사 역
- 1990년 MBC 목요드라마 《나의 어머니》 ... 친정어머니 역
- 1990년 MBC 아침드라마 《아직은 마흔아홉》 ... 황혜경 역
- 1991년 KBS1 대하드라마 《왕도》
- 1991년 MBC 주말연속극 《산너머 저쪽》 ... 송 여사 역
- 1992년 MBC 월화미니시리즈 《약속》
- 1992년 KBS2 일일연속극 《가시나무 꽃》
- 1992년 KBS1 6.25특집극 《시간과 눈물》
- 1992년 MBC 주말연속극 《아들과 딸》 ... 후남 모 역
- 1992년 SBS 주말극장 《두려움 없는 사랑》 ... 정희자 역
- 1993년 SBS 특집드라마 《소망》
- 1994년 MBC 월화미니시리즈 《까레이스키》
- 1995년 KBS1 일일연속극 《바람은 불어도》 ... 털보 아줌마 역
- 1995년 KBS1 추석특집극 《끈》 ... 송봉님 역
- 1995년 KBS1 일일연속극 《하늘바라기》
- 1996년 SBS 일요아침드라마 《오장군》 ... 장길자 역
- 1996년 MBC 수목드라마 《미망》
- 1996년 MBC 월화미니시리즈 《일곱개의 숟가락》
- 1996년 SBS 일일드라마 《자전거를 타는 여자》 ... 이애자 역
- 1997년 MBC 신년특집극 《황금깃털》
- 1997년 KBS1 일일연속극 《정 때문에》 ... 은표 모 역
- 1997년 KBS2 토요시트콤 《행복을 만들어 드립니다》 ... 할머니 역
- 1997년 SBS 주말극장 《이웃집 여자》 ... 정주자 역
- 1998년 KBS2 설날특집극 《귀향, 그 짧은 이야기》
- 1998년 MBC 수목드라마 《대왕의 길》 ... 영빈 이씨 역
- 1998년 SBS 주말극장 《흐린 날에 쓴 편지》
- 1998년 SBS 아침연속극 《엄마의 딸》 ... 엄마 역
- 1999년 KBS2 월화드라마 《초대》 ... 민 여사 역
- 1999년 KBS1 일일연속극 《사람의 집》
- 1999년 MBC 창사38주년 특별기획드라마 《허준》 ... 허준 모친 손씨 역
- 2000년 MBC 주말연속극 《사랑은 아무나 하나》 ... 손말숙 역
- 2000년 SBS 드라마스페셜 《불꽃》 ... 지현 모 역
- 2001년 KBS1 TV소설 《새엄마》 ... 윤씨 역
- 2001년 SBS 아침연속극 《이별 없는 아침》 ... 이순주 역
- 2001년 MBC 일일연속극 《결혼의 법칙》 ... 이선녀 역
- 2002년 KBS2 주말연속극 《내사랑 누굴까》 ... 김덕자 역
- 2003년 MBC 주말연속극 《죽도록 사랑해》 ... 재섭 모 역
- 2003년 SBS 주말극장 《백수탈출》 ... 김기순 역
- 2003년 SBS 특별기획 《완전한 사랑》 ... 영애 모 역
- 2003년 SBS 아침연속극 《당신 곁으로》 ... 강씨 역
- 2004년 MBC 일일연속극 《왕꽃 선녀님》 ... 노방림 역
- 2004년 MBC 특별기획드라마 《영웅시대》 ... 천태산의 조모 역
- 2004년 MBC 미니시리즈 《12월의 열대야》 ... 최끝순 역
- 2004년 MBC 소설극장 《빙점》 ... 임경춘 역
- 2004년 SBS 아침연속극 《청혼》 ... 오 여사 역
- 2005년 SBS 특별기획 《그린 로즈》 ... 한명숙 역
- 2005년 KBS2 미니시리즈 《러브홀릭》 ... 조인자 역
- 2005년 MBC 주말연속극 《사랑찬가》 ... 김난희 역
- 2005년 SBS 주말극장 《하늘이시여》 ... 왕마리아 역
- 2006년 MBC 일일연속극 《사랑은 아무도 못말려》 ... 태경 모, 장순자 역
- 2006년 MBC 주말연속극 《누나》 ... 준기 모 역
- 2007년 SBS 특별기획 《푸른 물고기》 ... 윤정 모 역
- 2007년 MBC 아침드라마 《내 곁에 있어》 ... 배정자 역
- 2007년 SBS 주말극장 《황금신부》 ... 허복례 역
- 2008년 SBS 아침연속극 《물병자리》 ... 조 여사 역
- 2008년 MBC 일일연속극 《춘자네 경사났네》 ... 차복심 역
- 2009년 MBC 수목미니시리즈 《신데렐라 맨》 ... 강주옥 회장 역
- 2009년 SBS 아침연속극 《녹색마차》 ... 정하 모, 오현숙 역
- 2009년 MBC 특별기획 주말드라마 《보석비빔밥》 ... 백조 역
- 2009년 SBS 추석특집극 《아버지, 당신의 자리》 ... 한말순 역
- 2009년 SBS 연말특집극 《아버지의 집》 ... 민박집 주인 역
- 2010년 MBC 일일연속극 《황금물고기》 ... 강 여사 역
- 2010년 KBS2 수목드라마 《제빵왕 김탁구》 ... 홍 여사 역
- 2010년 MBC 수목미니시리즈 《즐거운 나의 집》 ... 박둘남 역
- 2011년 MBC 일일연속극 《남자를 믿었네》 ... 진헌 모 역
- 2011년 SBS 주말극장 《내사랑 내곁에》 ... 강정애 여사 역
- 2011년 KBS2 수목드라마 《영광의 재인》 ... 오순녀 역
- 2011년 MBC 토요드라마 《심야병원》 ... 고아원 원장 역
- 2012년 MBC 특별기획 주말드라마 《신들의 만찬》 ... 선노인 역
- 2012년 tvN 일일연속극 《노란 복수초》 ... 조명례 역
- 2012년 MBC 특별기획 주말드라마 《닥터 진》 ... 조 대비 역
- 2012년 SBS 주말극장 《내 사랑 나비부인》 ... 남궁막내 역
- 2013년 MBC 특별기획 주말드라마 《백년의 유산》 ... 김끝순 역
- 2013년 MBC 주말연속극 《금 나와라, 뚝딱!》 ... 박순상의 어머니 역 (특별출연)
- 2013년 KBS1 일일연속극 《지성이면 감천》 ... 심애기 역
- 2014년 SBS 월화드라마 《신의 선물 - 14일》 ... 이순녀 역
- 2014년 SBS 월화드라마 《유혹》 ... 임정순 역
- 2014년 SBS 일일드라마 《사랑만 할래》 ... 우점순 역
- 2014년 MBC 일일특별기획드라마 《압구정 백야》 ... 옥단실 역
- 2014년 MBC 주말연속극 《전설의 마녀》 ... 복단심 역
- 2016년 MBC 미니시리즈 《굿바이 미스터 블랙》 ... 정현숙 역
- 2016년 SBS 주말특별기획 《미녀 공심이》 ... 남순천 역
- 2017년 MBC 주말드라마 《당신은 너무합니다》 ... 성경자 역
- 2018년 MBC 주말드라마 《밥상 차리는 남자》 ... 이루리 고모 역 (특별출연)
- 2018년 MBC 월화드라마 《위대한 유혹자》 ... 홍숙희 역
- 2018년 MBC 주말특별기획 《숨바꼭질》 ... 나해금 역
- 2022년 KBS1 일일연속극 《내 눈에 콩깍지》 ... 소복희 역
- 2024년 KBS2 일일드라마 《피도 눈물도 없이》 ... 김명애 역 (특별출연)

### 영화
- 1970년 《나목》
- 1970년 《5인의 왼손잡이》
- 1970년 《잊을 수가 있을까》
- 1970년 《한 맺힌 터주대감》
- 1970년 《홍콩서 온 여와 남》
- 1970년 《홍콩에서 온 마담 장》
- 1970년 《홍콩의 애꾸눈》
- 1970년 《아무도 모르게》
- 1973년 《다정다한》
- 1974년 《멋진 사나이들》
- 1974년 《공포의 숨소리》
- 1975년 《애수의 샌프란시스코》
- 1975년 《빛은 어디에》
- 1976년 《불꺼진 창》
- 1976년 《용서받은 여인》
- 1977년 《쌍무지개 뜨는 언덕》
- 1979년 《우리는 밤차를 탔읍니다》
- 1979년 《학을 그리는 여인》
- 1979년 《모모는 철부지》
- 1980년 《아낌없이 바쳤는데》
- 1980년 《마지막 밀애》
- 1980년 《아픈성숙》
- 1982년 《무녀의 밤》
- 1982년 《정부》
- 1987년 《연산군》 ... 인수대비 역
- 1987년 《물망초》
- 1987년 《다섯 사람들》
- 1988년 《접시꽃 당신》
- 1988년 《돌아이 4 - 둔버기》
- 1988년 《깜동》
- 1988년 《지금은 양지》
- 1988년 《합궁》
- 1989년 《25불의 인간》
- 1989년 《행복은 성적순이 아니잖아요》 ... 은주 모 역
- 1990년 《물 위를 걷는 여자》
- 1990년 《반쪽아이들》 ... 남철 모 역
- 1990년 《홍두깨》 ... 정씨 역
- 1991년 《눈물의 웨딩 드레스》 ... 원장 역
- 1991년 《서울, 에비타》
- 1991년 《이태원 밤하늘엔 미국 달이 뜨는가》
- 1995년 《해병묵시록》
- 1996년 《고스트 맘마》 ... 장모 역
- 2001년 《소풍》 ... 정옥 역
- 2006년 《사랑할 때 이야기하는 것들》 ... 인구 모 역
- 2007년 《저 하늘에도 슬픔이》 ... 교장 역
- 2009년 《애자》 ... 할매 스님 역
- 2009년 《날아라 펭귄》 ... 송 여사 역
- 2011년 《카운트다운》 ... 사채할머니 역(특별출연)
- 2014년 《제4 이노베이터》 ... 구멍가게 주인 역
- 2015년 《헬머니》 ... 한복집 장회장 역 (특별출연)

### 연극
- 2010년 《대한국인 안중근》 ... 조마리아 역

### TV 방송출연
- 2011년 YTN 《뉴스&이슈 - 이슈앤피플》
- 2021년 KBS 2TV 《사장님 귀는 당나귀 귀》
- 2024년 TV CHOSUN 《송승환의 초대》 - 게스트 (3회)

### CF
- 1991년 ~ 1992년 동화약품 오스칼

## 수상
- 1973년 대한민국방송상 - 여자 TV 연기상
- 1974년 한국연극영화예술상 - 연극 부문 애독자 인기상
- 1975년 한국연극영화예술상 - TV 부문 여자 연기상
- 1975년 MBC배 유공연기자 시상식 - MBC배 탤런트 부문 여자 최우수 연기상
- 1977년 MBC 연예대상 - 여자 탤런트 상
- 1979년 한국연극영화예술상 - TV 부문 여자 연기상
- 1979년 한국연극영화예술상 - TV 부문 대상
- 1979년 MBC 방송연기상 - TV 부문 여자 주연상
- 1983년 MBC 연기대상 - TV 부문 최우수상
- 1984년 주간중앙 우리들의 스타상 - 열연 상
- 1984년 한국연극영화TV예술상 - TV 부문 여자 연기상
- 1993년 백상예술대상 - TV 부문 여자 인기상
- 1993년 한국방송프로듀서상 - 탤런트상
- 1994년 백상예술대상 - TV 부문 여자 연기상
- 2007년 대한민국 환경문화대상 - 연기자 상
- 2009년 MBC 연기대상 - 연속극 부문 황금 연기상
- 2010년 대한민국 대중문화예술상 - 국무총리 표창
- 2010년 MBC 연기대상 - TV 부문 공로상
- 2023년 대한민국 대중문화예술상- 은관문화훈장